# Verdun Maple Leafs
Verdun Maple Leafs byl kanadský juniorský klub ledního hokeje, který sídlil v Montréalu v provincii Québec. V letech 1969–1972 působil v juniorské soutěži Quebec Major Junior Hockey League. Své domácí zápasy odehrával v hale Verdun Auditorium s kapacitou 3 795 diváků. Klubové barvy byly modrá a bílá.
Nejznámější hráči, kteří prošli týmem, byli např.: Bob Berry, Richard Brodeur, Guy Charron, André Dupont, Guy Lapointe, Gilles Meloche nebo Bob Sauvé.

## Přehled ligové účasti
Zdroj: 
- 1969–1970: Quebec Major Junior Hockey League (Západní divize)
- 1970–1972: Quebec Major Junior Hockey League